# Bismarck na łożu śmierci

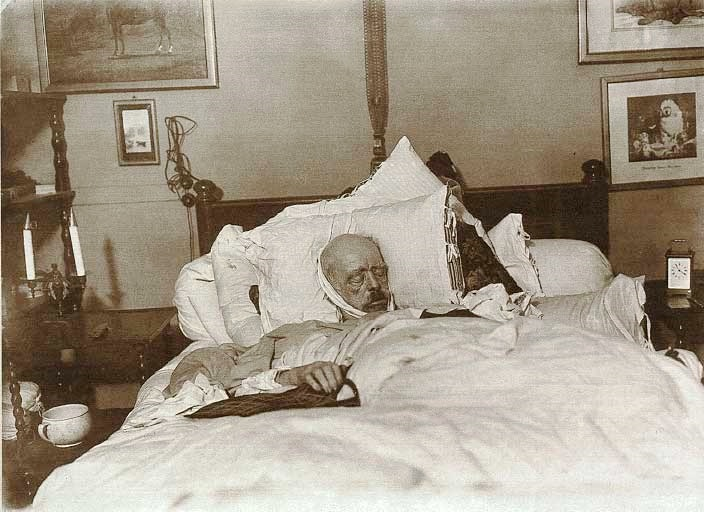
Oryginał fotografii Bismarck na łożu śmierci Wilckego i Priestera

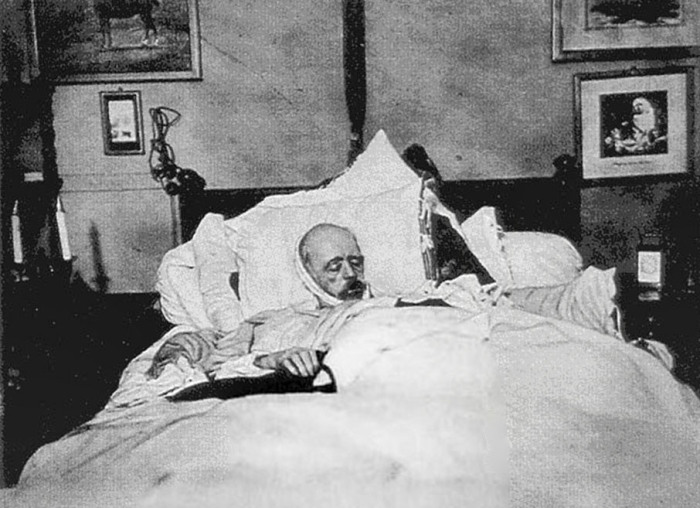
Wyretuszowana fotografia, z której usunięto nocną szafkę i nocnik

Bismarck na łożu śmierci (niem. Bismarck auf dem Sterbebett) – nazwa czarno-białej fotografii Ottona von Bismarcka, byłego kanclerza Rzeszy,  wykonanej wkrótce po jego śmierci, która zapoczątkowała dziennikarski skandal w Cesarstwie Niemieckim. 

## Historia
30 lipca 1898 roku około godziny 23:00 Bismarck zmarł w swoim łóżku we Friedrichsruh. Świadkami zdarzenia była jego rodzina, sąsiedzi, służba i lekarz Ernst Schweninger. Nie wykonano maski pośmiertnej, ani nie było publicznego wystawienia zwłok. Krewni zlecili pisarzowi i fotografowi Arthurowi Mennellowi, mieszkającemu w pobliżu, wykonanie kilku zdjęć Bismarcka na łożu śmierci, które miał udostępnić wyłącznie rodzinie zmarłego.
Niemniej jednak fotografowie z Hamburga, Willy Wilcke i Max Christian Priester, również zdołali zrobić zdjęcie. Przekupili leśniczego Bismarcka Louisa Spörckego, który informował ich o stanie umierającego. Kilka godzin po śmierci Bismarcka, kiedy Spörcke pełnił nocną służbę, weszli do pokoju przez parapet i sfotografowali zmarłego z użyciem magnezji. Wilcke wcześniej poprawił poduszkę, aby głowa Bismarcka była wyraźniej widoczna. Zegar na stoliku nocnym wskazywał 23:20, kiedy w rzeczywistości była już 4 nad ranem.
2 sierpnia obaj fotografowie, poprzez ogłoszenia w berlińskich gazetach „Tägliche Rundschau” i „Berliner Lokal-Anzeiger”, szukali nabywców na zdjęcie, które wcześniej wyretuszowali. W pokoju hotelowym wystawili fotografię do oglądania i sprzedaży. Sensacja wokół sprzedaży i rozgłos, okazały się fatalne dla obu paparazzi. 4 sierpnia zostali aresztowani, a fotografię skonfiskowano. Spörcke został skazany na osiem miesięcy więzienia, Wilcke i Priester na pięć miesięcy. Obaj fotografowie przez dwa lata bezskutecznie walczyli w sądzie o zwrot fotografii.

## Dalsze losy fotografii
Przechwycone negatywy Wilckego i Priestera były przechowywane przez rodzinę Bismarcka. Zdjęcie zostało po raz pierwszy opublikowane we „Frankfurter Illustrierte” w 1952 roku. Jego publikacja przyczyniła się do obalenia mitu kanclerza: w przeciwieństwie do wcześniejszych malarskich przedstawień Bismarcka, tutaj kanclerz ukazany został w tragicznej, ale zwyczajnej sytuacji. Leżał z udręczoną, zapadniętą twarzą, owinięty w koc, między poduszkami: wcale nie wyglądał jak wielki mąż stanu, którego ludzie znali, a purytański pokój i nieporządne łóżko – tylko potęgowały ten efekt. Ponadto historyk fotografii Hans-Michael Koetzle zauważył, że „szafka nocna i nocnik nadały obrazowi wręcz wulgarny charakter”. Fotografia stała się dowodem na to, że Otto von Bismarck był taki sam jak wszyscy inni.